# یواس‌اس سافرون (۱۸۶۳)
یواس‌اس سافرون (۱۸۶۳) (به انگلیسی: USS Saffron (1863)) یک کشتی بود که طول آن not known بود. این کشتی در سال ۱۸۶۳ ساخته شد.